# Genomiális imprinting
A genomiális imprinting (vagy genetikai imprinting, genetikai bevésődés) a gének olyan epigenetikai módosítása, amely attól teszi függővé azok működését vagy inaktivációját, hogy az apától vagy anyától öröklődtek-e. Az imprinting lehet részleges is, ilyenkor az érintett gének kifejeződésének mértékét szabályozza. A jelenség növények, állatok és gombák esetében is kimutatható. Az egérben 260, az emberben 228 gént érint a jelenség, bár a további kutatások valószínűleg bővíteni fogják ezeket a számokat.
Az imprinting a DNS vagy a hisztonok metilációjával történik, a gének szekvenciáját nem változtatja meg. Az apa és az anya ivarsejtjeiben a gének imprinting-mintázata különböző, amely a megtermékenyülést követően az embrió testi sejtjeiben is fennmarad. A megfelelő imprinting feltétlenül szükséges a normális magzati fejlődéshez. Ha ebben zavar támad, annak olyan betegségek lehetnek a következményei, mint az Angelman-, Prader–Willi- vagy Beckwith–Wiedemann-szindrómák.

## Áttekintés

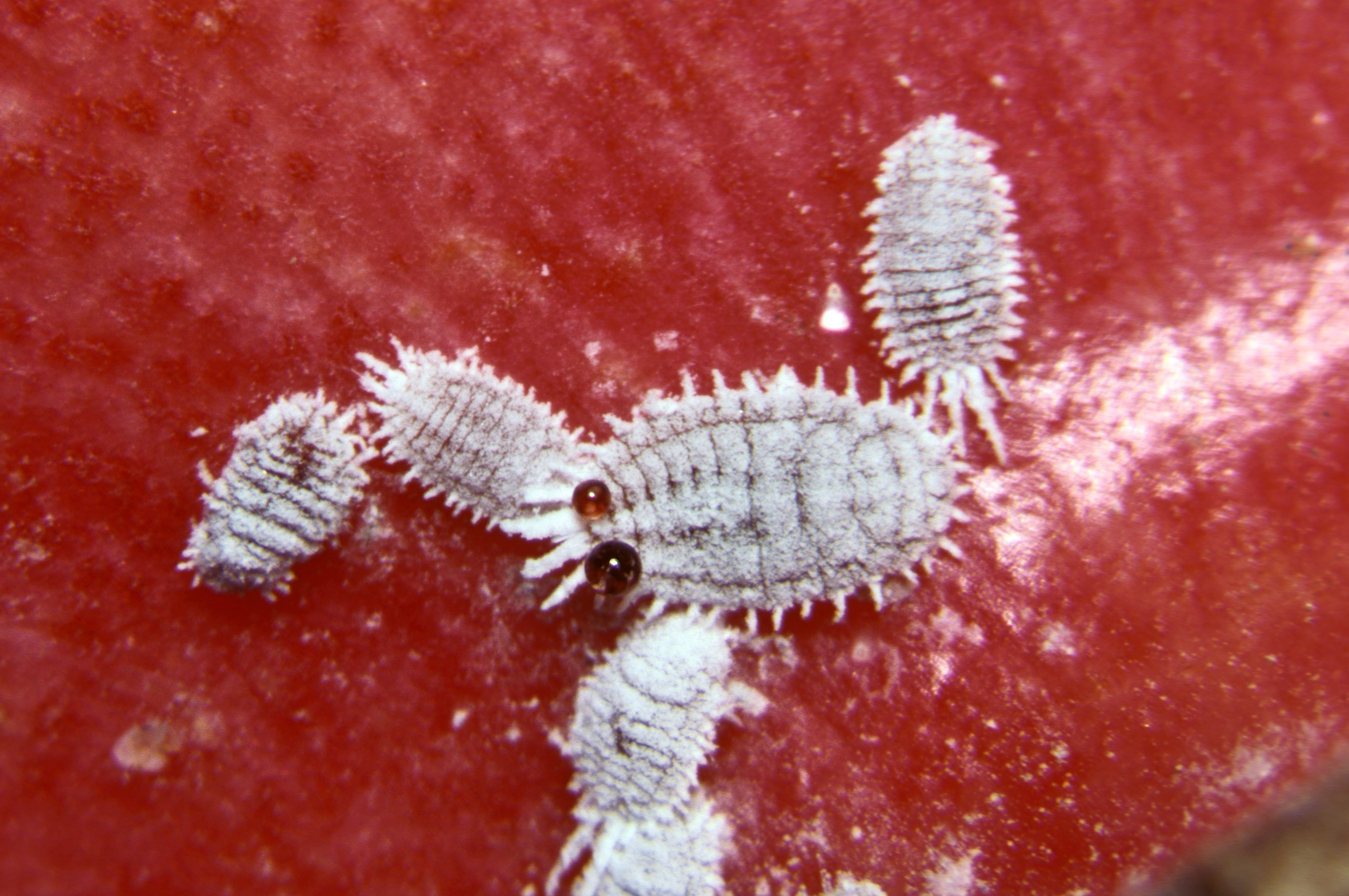
Pseudococcus pajzstetű

A diploid élőlényekben (mint például az ember) a testi sejtek a genom két példányával rendelkeznek, az egyiket az apától, a másikat az anyától örökölték; ennek megfelelően minden autoszomális (nem X vagy Y kromoszómán lévő) gén is két példányban (allélban) van jelen. A gének működése függhet attól, hogy melyik szülőtől örökölték, egyes gének egyik példánya epigenetikai módosításokkal ki van kapcsolva: ez a jelenség a genomiális imprinting. Például az inzulinszerű növekedési faktor 2-t (IGF2/Igf2) kódoló gén csak az apától örökölt allél esetében fejeződik ki. Az imprinting az emlősök génjeinek csak kis hányadát érinti, de fontos szerepet játszik az embriogenezisben, különösen a belső szervek  és az idegrendszer fejlődésében.
Az imprinting kifejezést először a Pseudococcus nipae pajzstetű kutatása során használták. Az ő esetükben mind a hím, mind a nőstény megtermékenyített petéből fejlődik ki. A nőstényekben minden kromoszóma eukromatikus ("lazán" csomagolt, génátíráshoz hozzáférhető) és működőképes marad. A hímekként fejlődő embriókban az egyik kromoszómakészlet a hatodik osztódás után heterokromatinizálódik (szorosan becsomagolódik) és a legtöbb szövetben így is marad; a hímek tehát gyakorlatilag haploidok.

## Genomiális imprinting az emlősökben
Az imprinting lehetősége már az 1970-es években felmerült olyan egerek esetében, amelyek kromoszómáin transzlokációk voltak. Az 1980-as évek elején a sejtmagátültetéses kísérletek bebizonyították, hogy a zigóta fejlődéséhez anyától és apától származó genomra egyaránt szükség van. Azok az egérzigóták amelyek két petesejtből vagy két spermiumból származó genommal rendelkeznek, nagyon hamar, a blasztociszta stádiumban elpusztulnak. Néhány ritka esetben eljutnak addig, amíg beágyazódnak a méhfalba; ilyenkor a két petesejtgenommal rendelkező embriók méhlepénye az átlagosnak gyorsabban fejlődik; a két spermiumgenomosak esetében (ilyet csak néhány esetben írtak le) ez fordítva történik. Életképes kétanyás embriókat csak 2018-ban, kétapásakat 2023-ban sikerült előállítani.
Természetes körülmények között hasonló, szűznemzéses esetek az emlősök körében nem fordulnak elő. 2004-ben japán kutatóknak sikerült két anyai eredetű genommal bíró egeret előállítani, de az nem számított valódi szűznemzésnek, mert az egyik készlet egy fiatal nőstény petesejtjéből származott, ahol az imprinting még nem volt teljes. Ezenkívül az inzulinszerű növekedési faktor 2 génjét is módosították, amelyből normális esetben csak az apai eredetű kópia működik.
A szűznemzéssel létrejött embriók anyai eredetű génjei kétszer annyi terméket készítenek, míg az apai eredetű géntermékeik egyáltalán nincsenek (a kétapás embrióknál pedig fordított a helyzet). A genomiális imprinting az egereknél (és az embereknél) legalább 80 gént érint, amelyek többsége az embrionális fejlődést és a méhlepény kialakulását irányítja. Rokon fajok hibridjei szokatlan fejlődési mintákat mutathatnak, mert imprintált génjeik új kombinációkban kerülhetnek össze egymással.

### Az imprintált gének feltérképezése
A fentebb említett teljes kétanyás és kétapás kísérleteken kívül a kutatások során olyan egereket is létrehoztak, ahol csak a kromoszómák egyes régiói származtak ugyanattól a szülőtől. Miután ezek a régiók idővel lefedték az egész genomot, lehetővé vált az imprintigben érintett gének feltérképezése. Mint kiderült, az érintett gének általában csoportosan helyezkednek el a kromoszómákon, 80%-uk ún. imprintált doménekbe tömörül, amelyek koordináltan szabályozzák az embrió fejlődését. A részletesebb feltérképezéshez a kétanyás/apás embriók génexpessziós mintázatát tanulmányozzák, mikromutációk hatását vizsgálják, vagy számítógépes modellezést alkalmaznak.

### Az imprinting mechanizmusa
A genomiális imprinting nem végleges, az ivarsejtek érésekor ismét el kell végezni, hogy a mintázat az adott egyed nemének megfelelő legyen. Ezért nem lehet DNS-szekvencia alapú, hanem annak utólagos, epigenetikus módosításával lehet elvégezni. Az éretlen ivarsejtekben az imprintinget letörlik, majd az érés során újra létrehozzák: a hím egyedekben az apára, a nőstényekben az anyára jellemző mintázat kerül az érintett génekre. Maga az epigenetikai módosítás mind állatokban, mind növényekben két módszerrel, a DNS és a hisztonok metilációjával történik.
Egy 2014-es kutatás szerint a méhlepény szöveteiben valószínűleg működik egy másik, nem metilációval történő imprintáló mechanizmus is.

### Szabályozás
Az imprintált gének csoportokba szerveződése lehetővé teszi hogy működésük szabályozása (pl. nemkódoló RNS-ek vagy metiláció által) közösen történjen. A regulációs DNS-szakaszokat imprintingszabályozó régióknak (imprinting control region, ICR) nevezik. Fontos szabályozó szerepet töltenek be az olyan nemkódoló RNS-ek, mint pl. az egér 17-es kromoszómáján az inzulinszerű növekedési faktor 2 antiszenz RNS-e, vagy a 11-es humán kromoszómán a KCNQ1OT1 nemkódoló RNS.
A különbözőképpen metilálható régiók olyan citozinban és guaninban gazdag DNS-szakaszok, ahol a citozinok metilálásának foka határozza meg a szabályozott gén aktivitásának szintjét. A metiláltság nem jelent feltétlenül teljes kikapcsolást.
A genetikai imprinting által érintett gének többsége az emlősökben a magzati fejlődést és növekedést, illetve a méhlepény kialakulását szabályozza. Néhány gén a születés utáni fejlődésben, a táplálkozásban és az anyagcserében játszik szerepet.

### Az imprinting eredete
Egy széleskörűen elfogadott elmélet szerint a genomiális imprinting azért alakult ki, mert a magzat fejlődését illetően mások az apa és az anya evolúciós érdekei. A korai emlősök hímje és nősténye nem alkotott olyan párt, amelyek hosszú távon együtt éltek és több nemzedéknyi utódot neveltek fel együtt; így a hím abban volt érdekelt, hogy az a nőstény, akivel valószínűleg csak egyszer találkozik, minél több energiát adjon bele az ő utódjának felnevelésébe. A nősténynek ezzel szemben ügyelnie kellett arra, hogy szervezetét ne terhelje túl a vemhességgel, mert gondolnia kell a később felnevelendő utódaira is; ezért annyi energiát szentelt magzatjainak, ami elegendő egészséges növekedésükhöz, de ennél többet nem. Az apa úgy módosította utódjainak átadott génjeit, hogy az embrió növekedését fokozza, a táplálékot közvetítő méhlepény nagyobbra nőjön, az anya vércukorszintjét pedig megnövelje. A nőstény igyekezett ezeket a hatásokat kivédeni és egyfajta evolúciós fegyverkezési verseny alakult ki közte és a magzat között. Ha az anya védekezési mechanizmusai valamiért nem működnek, akkor terhességi cukorbetegség alakul ki. Az elméletnek megfelelően valamennyi méhlepényes emlősnél megfigyelhető az imprinting jelensége; azonban megtalálták a tojásrakó madaraknál is, ahol az embrió a tojó testén kívül fejlődik.
Egyes gének imprintingje úgy hathat, hogy mind a magzat, mind az anya számára hasznosak, mindkét fél tápanyagellátását optimalizálja. Az ilyen, apai úton öröklött gének a méhlepényre és az anya hipotalamuszára hatnak. Az egyik ilyen gén a PEG3 (Paternally expressed 3) lehet.
Egy másik elmélet abban látja az imprinting hasznát, hogy általa a sejt a meiózis folyamán könnyebben párba tudja állítani a homológ kromoszómákat. A metiláció elsődleges hatása eszerint nem a génkifejeződés szabályozása lenne, hanem a kromoszómák apai vagy anyai eredetének jelzése. Vannak olyan epigenetikai modifikációk, amelyek számon tartják a kromoszóma eredetét: az erszényesek nőstényei az apai eredetű X kromoszómát inaktiválják (a méhlepényeseknél ez véletlenszerű); a páfrányoknál nem random a kromatideloszlás a sejtosztódásnál; vagy a kromoszómák eredete befolyásolja az élesztőgombák párosodási típusának váltását is. A szülői eredetű hatásokat széleskörűen elterjedtek az élővilágban, ezért azt feltételezik, hogy a genomiális imprinting igen ősi jelenség, még a növények és állatok közös őseinél, több mint egymilliárd évvel ezelőtt alakulhatott.

## Imprintiggel kapcsolatos betegségek

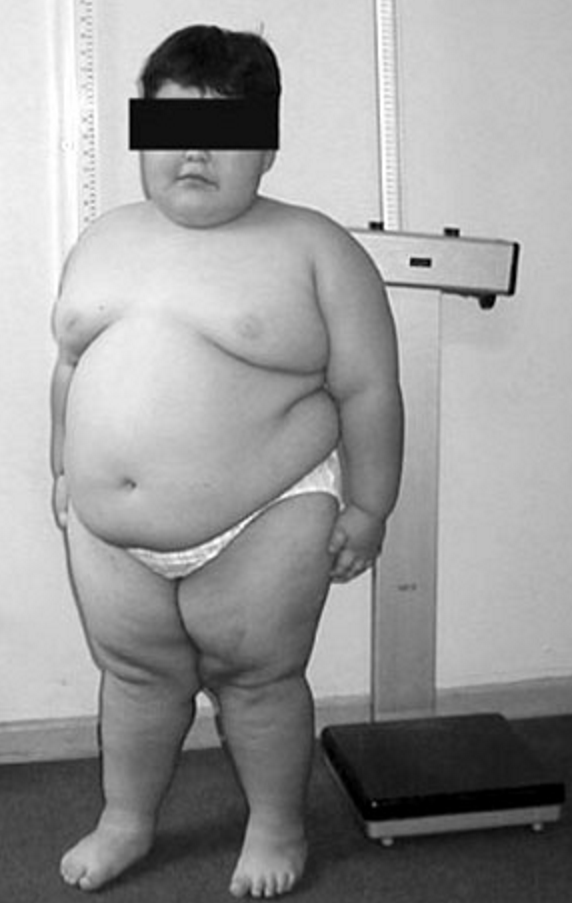
Prader-Willi-szindrómában szenvedő gyerek

- Prader-Willi/Angelman-szindróma – az első genetikai betegségek, ahol be tudták bizonyítani az imrpinting zavarát a Prader-Willi és az Angelman-szindrómák voltak. Mindkettőt a 15. kromoszóma hosszú karjának ugyanazon régiójának deléciója dézi elő. Itt az apai kifejeződésű SNRPN és NDN, valamint az anyai kifejeződésű UBE3A géneket sikerült azonosítani. Ha a hibás kromoszóma az apától öröklődik akkor az alacsony vérnyomással, elhízással, alulfejlett nemi szervekkel járó Prader-Willi-szindróma; ha az anyától, akkor az epilepszias, izomremegéses, állandóan mosolygó arckifejezéses tüneteket mutató Angelman-szindróma lép fel.
- DIRAS3 (NOEY2 vagy ARH1): a DIRAS3 apai kifejeződésú, anya által imprintált gén az 1. kromoszómán. Kifejeződésének gátlása a petefészek- és mellrák kockázatának növekedésével jár, úgyhogy valószínűleh tumorszupresszor funkciója van.[45] Ha valaki sejtosztódási hiba következtében mindkét kromoszómáját az anyjától örökli, a gén nem íródik át és magasabb a rák kialakulásának esélye.
- Az imprintált H19 gén metilációjának csökkentése a férfiak terméketlenségét okozhatja.[46]
- Az imprintingnek szerepe van a Beckwith-Wiedemann-szindróma, a Silver-Russell-szindróma, a pszeudohipoparatiroidizmus és az átmeneti újszülöttkori cukorbetegség kialakulásában is.[47][48]
- Egy elmélet szerint az agy fejlődésében nagy szerepet játszanak az imprintált gének és működésük zavara autizmust és skizofréniát okozhat. Az elmélet a tudománynépszerűsítő irodalomban felkapottá vált, de tényleges tudományos háttere nagyon bizonytalan.[49][50]
- Egy kutatás szerint a mesterséges megtermékenyítés megnöveli az imprintinggel kapcsolatos zavarok kialakulását.[51]
- Az imprinting csökkenti a sikeres klónozás esélyét, mert a testi sejtekből származó DNS nincs a megfelelő helyeken metilálva.[forrás?]

## Genomiális imprinting más élőlényekben
A rovaroknál az imprinting egész kromoszómákat érinthet. Egyes fajok hímjeinél az egész apai kromoszómakészlet inaktiválódik és ezáltal meghatározza az egyed nemét.
A méhlepényes emlősökben a genomiális imprinting kialakulását a szülő-utód konfliktussal magyarázzák. Ezt alátámasztani látszik az, hogy hüllők, madarak, halak és a kacsacsőrű emlős esetében nem találták nyomát a jelenségnek. Érdekes módon a funkcionális méhlepényt fejlesztő ausztráliai gyíkfaj, a Pseudemoia entrecasteauxii esetében is hiányzik az imprinting.
A haszonállatok (pl. szarvasmarha) esetében is azonosítottak olyan imprintált géneket, amelyek gazdaságilag jelentős tulajdonságokra (tejtermelés) gyakorolnak befolyást.
A juhoknál a CLPG gén egy allélja a far izmainak erős növekedését okozza. A fenotípus azonban csak akkor fejeződik ki, ha az allél az apától származó 18. kromoszómán található, ugyanakkor nincs jelen az anyai 18. kromoszómán.
Imprinting a zárvatermő növényeknél is előfordul. A megtermékenyülés során egy második fertilizációs lépésre van szükség, amely az (némileg a méhlepénnyel analóg) embriót tápláló endospermiumot hozza létre. Ennél gyakran előfordul hogy a hímivarsejt két anyai sejttel fuzionál, triploid zigótát alakítva ki. AZ anyai-apai gének 2:1 aránya igen fontos a mag normális fejlődéséhez, egyes gének csak az anyai kromoszómákon, mások csak az apain fejeződnek ki. Egyes feltételezések szerint hogy az imprintált gének akadályozzák meg a diploid és tetraploid egyedek hibridizációját.

## Fordítás
- Ez a szócikk részben vagy egészben  a   Genomic imprinting című angol Wikipédia-szócikk ezen változatának fordításán alapul.  Az eredeti cikk szerkesztőit annak laptörténete sorolja fel. Ez a jelzés csupán a megfogalmazás eredetét és a szerzői jogokat jelzi, nem szolgál a cikkben szereplő információk forrásmegjelöléseként.